# Gare de Gerzat
Gare de Gerzat – stacja kolejowa w Gerzat, w departamencie Puy-de-Dôme, w regionie Owernia-Rodan-Alpy, we Francji. 
Stacja jest zarządzana przez Société nationale des chemins de fer français (SNCF) i obsługiwany przez pociągi TER Auvergne.

## Położenie
Znajduje się na wysokości 330 m n.p.m., na km 412,129 Saint-Germain-des-Fossés – Nîmes, pomiędzy stacjami Riom - Châtel-Guyon i Clermont-Ferrand. 

## Linie kolejowe
- Saint-Germain-des-Fossés – Nîmes